# Propriedades periódicas
As propriedades periódicas são características ou tendências que certos elementos químicos podem revelar segundo a sua posição na tabela periódica e ocorrem à medida que o número atômico de um elemento químico aumenta, ou seja, assume valores que crescem e decrescem em cada período da Tabela Periódica. Entre elas, destacam-se:
- Raio Atômico
- Potencial de Ionização
- Eletronegatividade
- Eletropositividade
- Afinidade Eletrônica

## Resumo
A Tabela Periódica organiza os elementos químicos até então conhecidos em uma ordem crescente de número atômico (Z – quantidade de prótons no núcleo do átomo).
Muitas propriedades químicas e físicas dos elementos e das substâncias simples que eles formam variam periodicamente, ou seja, em intervalos regulares em função do aumento (ou da diminuição) dos números atômicos. As propriedades que se comportam dessa forma são chamadas de propriedades periódicas.
As principais propriedades periódicas químicas dos elementos são: raio atômico, energia de ionização, eletronegatividade, eletropositividade e eletroafinidade. Já as físicas são: pontos de fusão e ebulição, densidade e volume atômico.
A seguir, veja mais detalhadamente as propriedades periódicas químicas:
- Raio Atômico : Pode ser definido como a metade da distância (r = d/2) entre os núcleos de dois átomos de um mesmo elemento químico, sem estarem ligados e assumindo os átomos como esferas

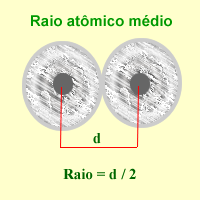
Na tabela periódica, o raio atômico aumenta de cima para baixo e da direita para a esquerda.

Isso acontece porque em uma mesma família (coluna), as camadas eletrônicas vão aumentando conforme se desce uma “casa” e, consequentemente, o raio atômico aumenta. Em um mesmo período (linha), o número de camadas eletrônicas é o mesmo, mas a quantidade de elétrons vai aumentando da esquerda para a direita e, com isso, a atração pelo núcleo aumenta, diminuindo o tamanho do átomo.
- Potencial de Ionização : é a energia mínima necessária para remover um elétron de um átomo ou íon no estado gasoso.

Esse elétron é sempre retirado da última camada eletrônica, que é a mais externa e é conhecida como camada de valência.
Quanto maior o raio atômico, mais afastados do núcleo os elétrons da camada de valência estarão, a força de atração entre eles será menor e, consequentemente, menor será a energia necessária para retirar esses elétrons e vice-versa. Por isso, a energia de ionização dos elementos químicos na Tabela Periódica aumenta no sentido contrário ao aumento do raio atômico, isto é, de baixo para cima e da esquerda para a direita
- Eletronegatividade: representa a tendência que um átomo tem de atrair elétrons para si em uma ligação química covalente em uma molécula isolada.

Os valores das eletronegatividades dos elementos foram determinados pela escala de Pauling. Foi observado que, conforme o raio aumentava, menor era atração do núcleo pelos elétrons compartilhados na camada de valência. Por isso, a eletronegatividade também aumenta no sentido contrário ao aumento do raio atômico, sendo que varia na Tabela Periódica de baixo para cima e da esquerda para a direita.
- Eletropositividade:é a capacidade que o átomo possui de se afastar de seus elétrons mais externos, em comparação a outro átomo, na formação de uma substância composta.

Visto que é o contrário da eletronegatividade, a sua ordem crescente na tabela periódica também será o contrário da mostrada para a eletronegatividade, ou seja, será de cima para baixo e da direita para a esquerda
- Afinidade Eletrônica:corresponde à energia liberada por um átomo do estado gasoso, quando ele captura um elétron.

Essa energia é chamada assim porque ela mostra o grau de afinidade ou a intensidade da atração do átomo pelo elétron adicionado.
Infelizmente, não são conhecidos todos os valores para as eletroafinidades de todo os elementos, mas os que estão disponíveis permitem generalizar que essa propriedade aumenta de baixo para cima e da esquerda para a direita na Tabela Periódica.